# Pachyneuron sapporense
Pachyneuron sapporense är en stekelart som beskrevs av Kamijo och Hajimu Takada 1973. Pachyneuron sapporense ingår i släktet Pachyneuron och familjen puppglanssteklar. Inga underarter finns listade i Catalogue of Life.